# Automolus melanopezus
Automolus melanopezus là một loài chim trong họ Furnariidae.